# カルロス・フエンテス
カルロス・フエンテス（Carlos Fuentes Macías、1928年11月11日 - 2012年5月15日）は、メキシコの作家、批評家。

## 略歴
外交官であった父のラファエル・フエンテスが赴任していたパナマ市に生まれる。翌年からキト、モンテビデオ、リオ・デ・ジャネイロに住む。1934年に父がメキシコ大使館の参事官として赴任した街であるワシントンD.C.の小学校に通う。夏季はメキシコシティで過ごし、母語であるスペイン語とメキシコの歴史の勉強に励む。サンティアゴ・デ・チリ(1940-1944)とブエノス・アイレスに住み、この時にアメリカ大陸の文化的特徴の影響を受ける。
16歳にしてメキシコへ戻り、メキシコ高校へ通う。雑誌「Hoy」誌の寄稿家として作家活動を始め、コレヒオ・フランセス・モレーロス文学コンクールで最優秀賞を獲得する。1949年に法律を志すがすぐに諦め、ロンドンへ旅立つ。1958年に出版した処女長編『澄みわたる土地』で早くも名声を獲得し、その後も『アウラ』『アルテミオ・クルスの死』（ともに1962年）を発表するなど、ラテンアメリカ文学のブームを牽引する存在となった。『テラ・ノストラ』でラテンアメリカ文学最高の名誉とされるロムロ・ガジェーゴス賞を受賞する（1977年）。
37歳（1965年）で両親と同じく学者になり、パリやロンドンで教える。また、ハーヴァード大学やコロンビア大学などでも教え、その後ブラウン大学でも教える。1975年にはフランス大使に任命されるが、1978年にディアス＝オルダス元大統領がスペイン大使に任命されたのに抗議し、職を辞する。
2012年5月15日、メキシコシティで死去。83歳没。

## 日本語訳
- 『メヒコの時間　革命と新大陸』西澤龍生訳 新泉社 1975年、新版1993年
- 『聖域』木村栄一訳 国書刊行会 1978年
- 『アウラ』安藤哲行訳 エディシオン・アルシーヴ 1982年
- 『セルバンテスまたは読みの批判』牛島信明訳 叢書アンデスの風 1982年、新版 水声社 1991年
- 『脱皮』内田吉彦訳 集英社 1984年
- 『アルテミオ・クルスの死』木村栄一訳〈新潮・現代世界の文学〉新潮社 1985年
  - 改訳版『アルテミオ・クルスの死』岩波文庫 2019年
- 『私が愛したグリンゴ』安藤哲行訳 集英社 1990年
  - 『老いぼれグリンゴ』安藤哲行訳 集英社文庫 1994年
  - 『池澤夏樹=個人編集 世界文学全集Ⅱ-08 老いぼれグリンゴ』河出書房新社 2008年
- 『遠い家族』堀内研二訳 現代企画室〈ラテンアメリカ文学選集〉1992年
- 『アウラ・純な魂』木村栄一訳 岩波文庫 1995年
- 『埋められた鏡』古賀林幸訳 中央公論社 1996年
- 『澄みわたる大地』寺尾隆吉訳 現代企画室 2012年
- 『誕生日』八重樫克彦、八重樫由貴子訳 作品社 2012年
- 『ガラスの国境』寺尾隆吉訳 水声社「叢書フィクションのエル・ドラード」 2015年
- 『テラ・ノストラ』本田誠二訳 水声社「叢書フィクションの楽しみ」 2016年

## 作品

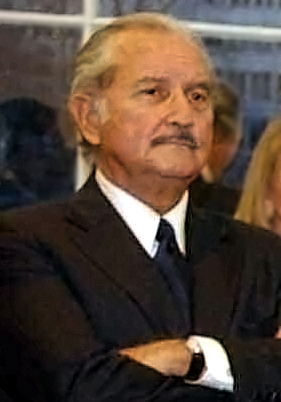
2002

### 小説
- 『仮面の日々』 (Los días enmascarados) 1954年
- 『澄みわたる大地』（La región más transparente）1958年
- 『良心』（Las buenas conciencias）1959年
- 『アルテミオ・クルスの死』(La muerte de Artemio Cruz) 1962年
- 『アウラ』(Aura) 1962年
- 『盲人の歌』(Cantar de ciegos) 1964年
- 『聖域』(Zona sagrada) 1967年
- 『脱皮』(Cambio de piel) 1967年
- 『誕生日』(Cumpleaños) 1969年
- 『テラ・ノストラ』(Terra Nostra) 1975年
- 『ヒドラの頭』(La cabeza de la hydra) 1978年
- 『遠い家族』(Una familia lejana) 1980年
- 『焼けた水』(Agua quemada) 1984年
- 『老いぼれグリンゴ』(Gringo viejo) 1985年
- 『胎児クリストバル』(Cristóbal nonato) 1987年
- 『コンスタンシア、そして乙女たちのためのその他の小説』(Constancia, y otras novelas para vírgenes) 1989年
- 『闘い』(La campaña) 1990年
- 『オレンジの樹、または時の円環』(El naranjo,o los círculos del tiempo) 1993年
- 『ダイアナ、または孤独な狩人』(Diana, o cazadora solitaria) 1994年
- 『ガラスの国境』(La frontera de cristal) 1995年
- 『ラウラ・ディアスとの歳月』(Los años con Laura Díaz) 1999年
- 『メキシコの五つの太陽』(Los cinco soles de México) 2000年
- 『イネスの本能』(Instinto de Inez) 2001年
- 『鷲の椅子』(La silla de águila) 2003年
- 『心配な仲間』(Inquieta compañía) 2004年
- 『すべての幸福な家族』(Todas las familias felices) 2006年
- 『エデンのアダム』(Adán en Edén) 2009年
- 『カロリーナ・グラウ』（Carolina Grau) 2010年
- 『バルコニーのフリードリッヒ』(Federico en su balcón) 2012年
- 『アキレス、またはゲリラ兵と暗殺者』(Aquiles o El guerrillero y el asesino) 2016年

### 戯曲
- 『すべての猫は褐色』(Todos los gatos son parados) 1970年
- 『片目は王』(El tuerto es rey) 1970年
- 『月光に蘭』(Orquídeas a la luz de la luna) 1982年
- 『夜明けの祝祭』(Ceremonias del alba) 1991年

### 評論・エッセイ
- 『イスパノアメリカの新しい小説』(La nueva novela hispanoamericana) 1969年
- 『二つドアのある家』(Casa con dos puertas) 1970年
- 『メヒコの時間』(Tiempo mexicano) 1971年
- 『セルバンテス、または読みの批判』(Cervantes o la crítica de lectura) 1976年
- 『すばらしい新世界』(Valiente mundo nuevo) 1990年
- 『埋められた鏡』(El espejo enterrado) 1992年
- 『二つの村のための三つの議論』(Tres discursos para dos aldeas) 1993年
- 『小説の地理学』(Geografía de la novela) 1993年
- 『メヒコの新しい時間』(Nuevo tiempo mexicano) 1994年
- 『時の中の肖像』(Retratos en el tiempo) 1998年
- 『ラ・マンチャのマチャード』(Machado de la Mancha) 2001年
- 『これを信じる』(En esto creo) 2002年
- 『幻を見ながら』(Viendo visiones) 2003年
- 『反ブッシュ』(Contra Bush) 2004年
- 『それぞれの68年』(Los 68) 2005年
- 『ラテンアメリカの偉大な小説』(La gran novela latinoamericana) 2011年
- 『目覚めの世紀』(El sigle que despierta) 2012年（リカルド・ラゴス元チリ大統領との共著）
- 『人々』(Personas) 2012年
- 『銀幕』(Pantallas de plata) 2014年
- 『ルイス・ブニュエル、またはメドゥーサの視線』(Luis Buñuel o la mirada de la Medusa) 2017年
- 『生きた声へ-文化講演集』(A viva voz - Conferencias culturales) 2019年